# 윤태웅
윤태웅(尹泰雄, 1981년 9월 30일 ~ )은 대한민국의 배우이다. 1988년 서울 올림픽 개막식의 굴렁쇠 소년으로 잘 알려져 있다. Q-grader 자격을 취득한 바리스타이기도 하다.

## 학력
- 서울잠원초등학교 (1994년 졸업)
- 신반포중학교 (1997년 졸업)
- 서울고등학교 (2000년 졸업)
- 경기대학교 체육학과 (2000학번 / 학사)

## 출연작

### 드라마
- 《부탁해요 캡틴》 (2012년, SBS) - 기내에서 프로포즈 한 남자 역 (특별출연)
- 《솔로탈출 메뉴얼 PLAY GUIDE》 (2013년, tvN)

### 영화
- 《그는 어디에》 (2013년)
- 《멀리서 내가》 (2014년)
- 《유리정원》 (2017년) ... 재연 부 역

### 방송
- 《그 사람 그 후》 (MBC, 1995년)
- 《토요일 가족이 부른다》 (KBS1, 2009년)
- 《해피선데이 - 1박 2일》 (KBS2, 2009년)
- 《재밌는 TV 롤러코스터》 (tvN, 2010년)[3](tvN)

### 연극
- 《19 그리고 80》 (2006년) - 헤롤드 역
- 《불 좀 꺼주세요》 (2012년) - 남자분신 역

### 뮤지컬
- 《오! 당신이 잠든 사이》 (2010년) - 닥터리 역

### 뮤직비디오
- 테이크 - Tonight (2015년)